# Contea di Jefferson (Iowa)
La contea di Jefferson (in inglese Jefferson County) è una contea dello Stato dell'Iowa, negli Stati Uniti. La popolazione al censimento del 2000 era di 16 181 abitanti. Il capoluogo di contea è Fairfield.